# Union Park (Florida)
Union Park es un lugar designado por el censo ubicado en el condado de Orange en el estado estadounidense de Florida. En el censo de 2010 tenía una población de 9.765 habitantes y una densidad poblacional de 1.307,77 personas por km².

## Geografía
Union Park se encuentra ubicado en las coordenadas 28°34′2″N 81°14′14″O / 28.56722, -81.23722. Según la Oficina del Censo de los Estados Unidos, Union Park tiene una superficie total de 7.47 km², de la cual 7.38 km² corresponden a tierra firme y (1.14%) 0.09 km² es agua.

## Demografía
Según el censo de 2010, había 9.765 personas residiendo en Union Park. La densidad de población era de 1.307,77 hab./km². De los 9.765 habitantes, Union Park estaba compuesto por el 73.89% blancos, el 8.54% eran afroamericanos, el 0.68% eran amerindios, el 4.03% eran asiáticos, el 0.32% eran isleños del Pacífico, el 8.69% eran de otras razas y el 3.85% pertenecían a dos o más razas. Del total de la población el 40.97% eran hispanos o latinos de cualquier raza.